# Gobiobotia
A Gobiobotia  a csontos halak (Osteichthyes) főosztályának sugarasúszójú halak (Actinopterygii)  osztályába, a pontyalakúak (Cypriniformes) rendjébe, a pontyfélék (Cyprinidae) családjába, és a Gobioninae alcsaládjába tartozó nem.

## Rendszerezés
A nemzetséghez az alábbi 18 faj tartozik. Édesvízben élnek és a pontyfélékre jellemző tulajdonságok közül feltűnő, hogy hiányzik a bajuszuk.
- Gobiobotia abbreviata
- Gobiobotia brevibarba
- Gobiobotia brevirostris
- Gobiobotia cheni
- Gobiobotia filifer
- Gobiobotia guilingensis
- Gobiobotia homalopteroidea
- Gobiobotia jiangxiensis
- Gobiobotia kolleri
- Gobiobotia longibarba
- Gobiobotia macrocephala
- Gobiobotia meridionalis
- Gobiobotia naktongensis
- Gobiobotia nicholsi
- Gobiobotia pappenheimi
- Gobiobotia paucirastella
- Gobiobotia tungi
- Gobiobotia yuanjiangensis